# Carl Frederick Pechüle

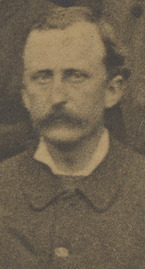
Carl Frederick Pechüle, 1887

Carl Frederick Pechüle (* 8. Juni 1843 in Kopenhagen; † 28. Mai 1914 ebenda) war ein dänischer Astronom.
Pechüle arbeitete von 1870 bis 1875 als Observator an der Hamburger Sternwarte. Von 1876 an am Observatorium Kopenhagens. Er entdeckte zwei Objekte des NGC-Katalogs und drei des Index-Katalogs.